# Hermann Quistorf
Hermann Quistorf (* 6. Mai 1884 in Hamburg; † 7. Oktober 1969 ebenda) war ein deutscher Schriftsteller und Übersetzer sowie Volks- und Gewerbeschullehrer.

## Leben
Hermann Quistorf besuchte von 1890 bis 1899 die Volksschule, belegte daran anschließend bis 1905 das Lehrerseminar und arbeitete bis zu seiner Pensionierung 1946 im Hamburger Schuldienst, daneben ehrenamtlich an Gewerbeschulen. So war er ab 1920 zunächst als Gewerbeoberlehrer, von 1926 bis 1933 als Leiter der Fachschule für das Buchgewerbe tätig. Während seiner Lehramtstätigkeit war Quistorf darüber hinaus Mitglied des Ausschusses zur Reform des Religionsunterrichts und als Mitglied der Lehrerkammer für das Gewerbe- und Fachschulwesen am Aufbau eines modernen Berufsschulwesens beteiligt.

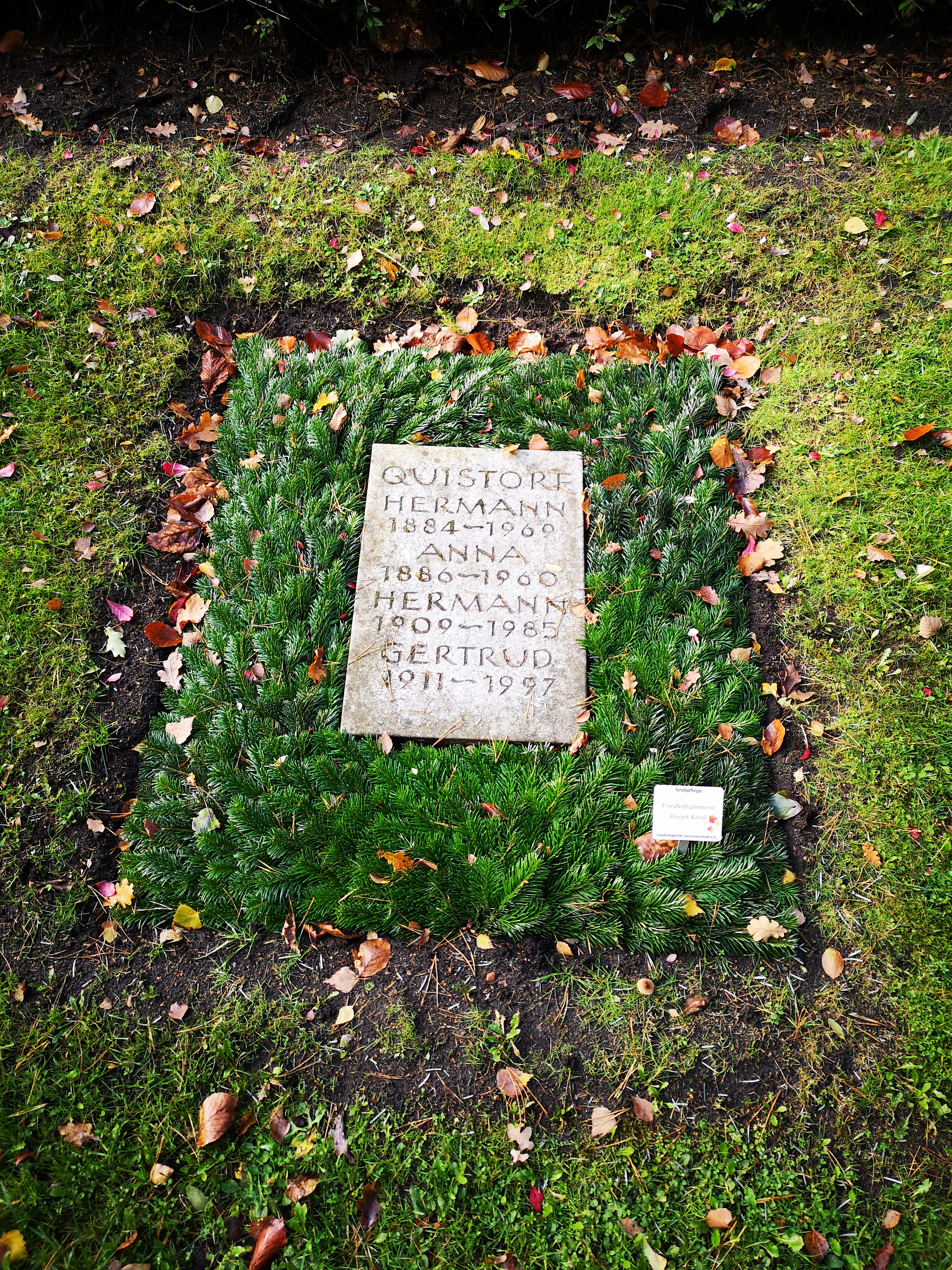
Kissenstein Hermann Quistorf auf dem Friedhof Ohlsdorf

Selber absolvierte Quistorf von 1912 bis 1914 eine Lehre als Schriftsetzer und Buchdrucker, die er mit der Gehilfenprüfung abschloss, musste eine weitere, 1914 begonnene Ausbildung zum Buchbinder allerdings abbrechen, da er sich zu Kriegsbeginn als Freiwilliger meldete und in Frankreich eingesetzt wurde, wo er 1916 im Rang eines Leutnants in Gefangenschaft geriet.
Bereits 1906 war Hermann Quistorf dem Saxnotbund, einer Vereinigung junger niederdeutscher Künstler, beigetreten, im selben Jahr war er Mitbegründer der Nedderdüütsch Sellschopp, die er von 1920 bis 1934 als Vorsitzender leitete. Einen weiteren Vorsitz hatte Quistorf von 1922 bis 1934 beim Allgemeinen Plattdeutschen Verband inne, er war außerdem Redakteur bei der niederdeutschen Kulturzeitschrift De Eekbom. Innerhalb der Alfred Toepfer Stiftung F.V.S. stand Quistorf lange Jahre dem Kuratorium für die Vergabe verschiedener Preise vor, so dem Hans-Böttcher-Preis, dem Fritz-Reuter-Preis und dem Klaus-Groth-Preis. In den ersten zehn Jahren ihres Bestehens fungierte er zudem als Leiter der 1948 gegründeten Bevensen-Tagung.
Quistorf übersetzte zahlreiche Theaterstücke aus dem Niederländischen ins Plattdeutsche, veröffentlichte gemeinsam mit Johannes Saß ein Hilfsbuch für den Unterricht im Plattdeutschen und arbeitete als Herausgeber von Werken Fritz Reuters.
Hermann Quistorf verstarb 85-jährig in seiner Geburtsstadt und wurde auf dem Ohlsdorfer Friedhof im Planquadrat AC 5 am Stillen Weg  unterhalb dem Stavenhagen-Hügel beigesetzt.

## Werke (Auswahl)

### Autor
- Tausend Jahre Plattdeutsch, 2 Bände 1927 und 1929, mit Conrad Borchling
- Ut de plattdütsch Heimat: Een Gröttnis von de Plattdütschen in de Heimat an de Plattdütschen in Amerika, 1929
- Hilfsbuch für den Unterricht im Plattdeutschen, 1937, mit Johannes Saß
- Niederdeutsches Autorenbuch, 1959, mit Johannes Saß

### Übersetzer
- Inske von Jan Fabricius, 1924
- Ünner een Dakk von Jan Fabricius, 1924
- Gesucht – Ein Einbrecher! von Jan Fabricius und Henk Bakker (Übertragung ins Hochdeutsche), 1937
- Betje regeert von Henk Bakker, 1937
- Krach im Hinterhaus von Maximilian Böttcher, 1939
- Westermann & Sohn von Christien van Bommel-Kouw und Henk Bakker, 1947
- Loots an Bord von Jan Fabricius, 1947
- Ein Wespennest von J. W. von der Heiden und Henk Bakker, 1948
- Leentje Marten fangt eer Leven an von Jan Fabricius, 1952
- Die diamanten Brosch von Jan Fabricius, 1955
- Wenn de Klock wahrschuut von R. und C. H. Feenstra, 1957

### Als Herausgeber von Werken Fritz Reuters
- Ut mine Stromtid, 1925
- Ut de Franzosentid/Ut mine Festungstid, 1925
- Epen, 1925
- Sämtliche Werke, 1936
- Gedanken tau sinen 75. Dodsdag, 1949

## Hörspiele (Übersetzung / Bearbeitung)
- 1926: Herman Heijermans: Keden (Übersetzung) – Regie: Hans Böttcher (NORAG)
- 1951: Jan Fabricius: Avendroot. Eine besinnliche Szene, mit Otto Lüthje und Alma Auler. (Übersetzung) – Regie: Hans Freundt (NWDR Hamburg)
- 1951: Jan Fabricius: Ünner een Dack (Bearbeitung) – Regie: Hans Freundt (NWDR Hamburg)
- 1954: Leo Monnickendam: Holländisch-niederdeutsche Stunde: Zwei Kurzhörspiele: De Spööktiger und Seemannsleven (Übersetzung) – Regie: Hans Tügel (NWDR Hamburg)
  - Anmerkung: Die beiden Original-Hörspiele, die für das holländische Leben typisch sind, werden eingerahmt von einem Zwiegespräch, in dem sich der Autor (Monnickendam) und der Übersetzer (Quistorf) über Gemeinsames und Verwandtes der beiden Völker unterhalten. (Aus dem entsprechenden Datensatz bei der ARD-Hörspieldatenbank)
- 1956: Jan Fabricius: Moder Maree (Übersetzung) – Bearbeitung und Regie: Eberhard Freudenberg (RB)
- 1956: Jan Fabricius: De diamanten Brosch (Übersetzung) – Regie: Hans Tügel (RB)
- 1962: Jan Fabricius: Leentje Marten (Bearbeitung) – Regie: Heinz Lanker (NDR)
- 1965: Jan Fabricius: Inske (Übersetzung) – Regie: Friedrich Schütter (NDR)
- 1965: Jan Fabricius: De Dörpdokter (Übersetzung) – Regie: Rudolf Beiswanger (NDR)
- 1966: Jan Fabricius: Hein Ruku (Bearbeitung) – Regie: Rudolf Beiswanger; Jutta Zech (NDR)

## Ehrungen
Der niedersächsische Kurort Bad Bevensen benannte den Hermann-Quistorf-Weg nach dem Schriftsteller. 1957 wurde ihm das Bundesverdienstkreuz am Bande verliehen.